# Pere Moragues
Pour les articles homonymes, voir Moragues.

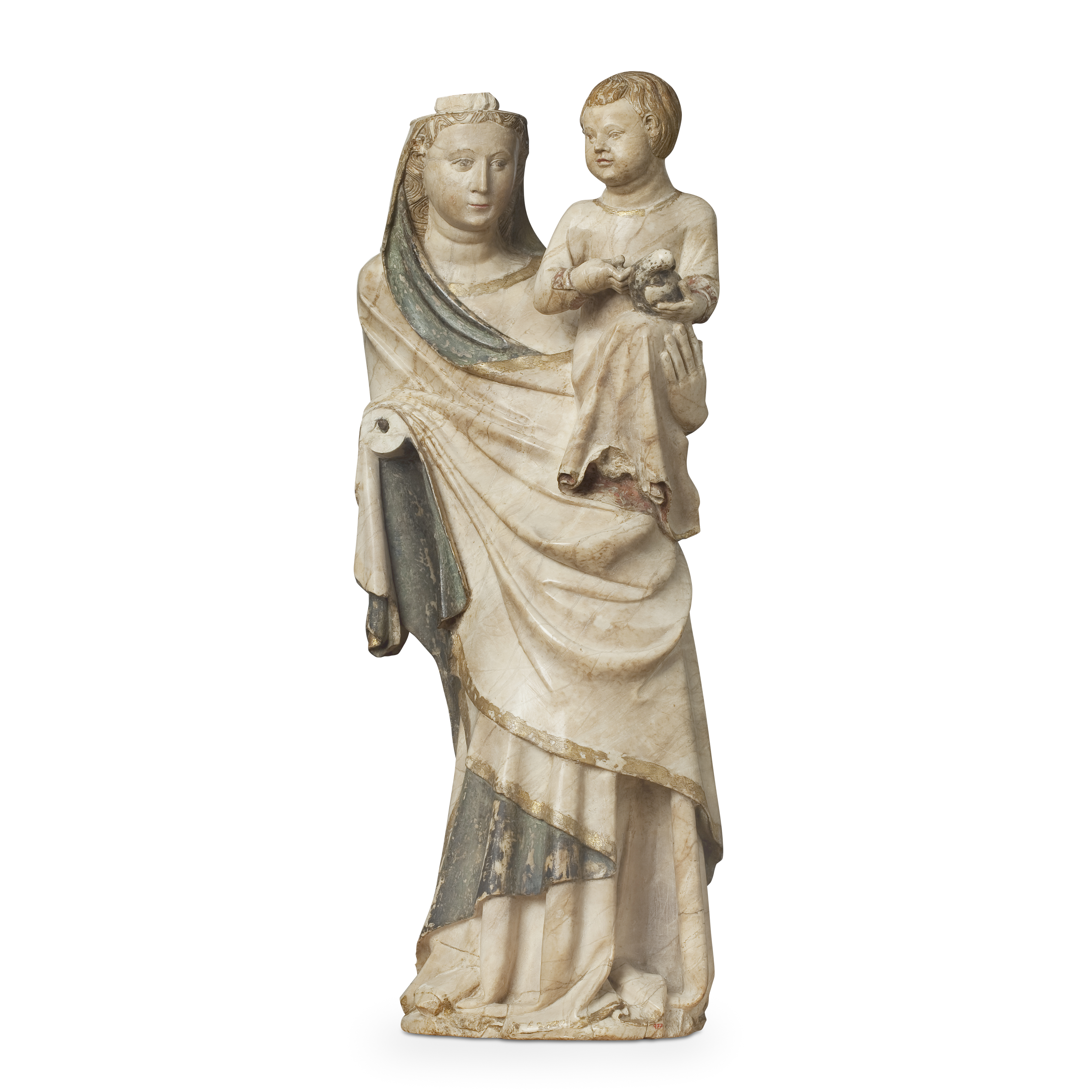
Vierge et l'Enfant Jésus de Moragues, collection du Museu Frederic Marès.

Pere Moragues, né vers 1330 et mort entre 1387 et 1388, est un sculpteur et orfèvre catalan actif dans la seconde moitié du XIVe siècle.

## Biographie
Pere Moragues est actif à Barcelone, et est responsable de l’exécution des statues pour les mausolées royaux de l'abbaye de Poblet, ainsi que d'autres commandes pour la couronne d'Aragon. Lors de son séjour à Barcelone, il s'associe à l'architecte et sculpteur Bernat Roca. Moragues sculpte des retables et des sépulcres pour les églises et les couvents de la ville et les alentours. Par la suite, il reste en Aragon de 1372 à 1383. À Saragosse, il est au service du roi et des franciscains, et il œuvre à la construction du mausolée de l'archevêque Lope Fernández de Luna dans la cathédrale. De retour en Catalogne, il devient maître d’œuvre de la cathédrale de Tortosa de 1382-1383. Sur un site du gouvernement de Catalogne, on le décrit comme « un artiste polyvalent, plein de talent et redevable des postulats italianisants hégémoniques dans la peinture catalane contemporaine ».
Une de ses œuvres les plus célèbres est le tabernacle d'argent à la Colegiata de los Corporales de Daroca exécuté à Saragosse en 1386.
Le Museu Frederic Marès détient certaines de ses sculptures. Le Museu le décrit comme « l'un des artistes les plus estimés de l'époque gothique dans la Couronne d'Aragon ».

## Analyse scientifique de ses œuvres
Une analyse scientifique a été effectuée sur une de ses œuvres, le Clerc couché du Museu Catalunya pour voir si la provenance de l'albâtre a pu être déterminée. Lorsque les signatures isotopiques de l'oxygène et du soufre de cette pièce d'albâtre sont comparées à celles de la matière première géologique de celui-ci et d’œuvres similaires, il est conforme, de manière générale, avec la documentation historique. La plupart des œuvres testées avec des provenances inconnues étaient compatibles avec une origine marine tertiaire.